# Gustav Kortüm
Gustav Ferdinand Albert Kortüm (* 14. Juni 1904 in Groß-Methling; † 1. Dezember 1990 in Tübingen) war ein deutscher Chemiker (Physikalische Chemie).

## Leben
Kortüm war der Sohn eines Pfarrers und studierte ab 1922 Chemie an der TH Karlsruhe und wurde 1928 bei Georg Bredig mit der Arbeit Zur Kenntnis der katalytischen Blausäure-Synthese aus Kohlenoxyd und Ammoniak promoviert. Als Post-Doktorand war er am Kaiser-Wilhelm-Institut für Physikalische Chemie und Elektrochemie in Berlin und war ab 1929 Assistent von Johannes Ludwig Ebert (1894–1956) in Würzburg und ab 1931 Assistent von Hans von Halban an der Universität Zürich. Ab 1937 lehrte er an der Universität Tübingen, an der er 1942 ordentlicher Professor und Direktor des neu gegründeten Instituts für Physikalische Chemie wurde und 1971 emeritiert wurde.
Er befasste sich mit Spektralphotometrie, Elektrochemie und Elektrolyt-Lösungen (Überprüfung der Debye-Hückel-Theorie und der Theorie von Lösungsmittelgemischen von Lars Onsager), Dampfdruckmessungen an binären Systemen und Reflexionsspektroskopie. Im Jahr 1959 wurde er zum Mitglied der Leopoldina gewählt.

## Schriften
- mit Heinrich Lachmann: Einführung in die chemische Thermodynamik. Wiley-VCH, 1981.
- Lehrbuch der Elektrochemie, Verlag Chemie, 1957.
- Reflexionsspektroskopie. Springer, 1969.
- Kolorimetrie - Photometrie und Spektrometrie. Eine Anleitung zur Ausführung von Absorptions-, Emissions-, Fluoreszenz-, Streuungs-, Trübungs- und Reflexionsmessungen, Springer, 1955.